# Ky Robinson
Ky Robinson, född 27 februari 2002 i Brisbane, är en friidrottare från Australien som tävlar i medeldistanslöpning. Vid inomhusvärldsmästerskapen i friidrott 2025 tog han brons på 3 000 meter.